# Vlado Kumpan und seine Musikanten
Vlado Kumpan und seine Musikanten (tschechisch Kumpanovi muzikanti) ist eine tschechische Blaskapelle. Musikalischer Leiter und Gründer ist Vlado Kumpan.

## Geschichte
Die Kapelle wurde im Herbst 2001 von Vlado Kumpan gegründet und besteht aus 12 Musikern. Alle Musikanten sind Absolventen des Konservatoriums und der Hochschule. Im Repertoire sind die Genres Polka, Ländler, Walzer, Swing, Bigband-Sound, Modernes und Klassik vertreten. Dabei wird bewusst auf Gesang verzichtet und bei Polkas im mährischen Stil gespielt, das heißt, verstärkt auf den Taktzählzeiten eins-und sowie zwei-und betont. 2003 hat die Kapelle mit 95,6 Punkten in der Profiklasse den ersten Platz gemacht und wurde Europameister der Blasmusik 2003.

### Neubesetzung im Februar 2020
Am 11. Februar 2020 erschien ein YouTube-Video, in welchem 12 Musikanten – darunter 10 Musikanten, die der Besetzung von Vlado Kumpan und seinen Musikanten angehören – die Gründung einer neuen Kapelle „Die 12 Kumpánen“ ankündigten. Im Video selbst wurde keine Begründung für diesen Schritt angeführt. Am 12. Februar erfolgte auf der Facebook-Seite der Kapelle eine Bekanntgabe seitens Vlado Kumpan, in welcher die Trennung des Kapellmeisters von seiner Stammbesetzung nach 18 Jahren bestätigt wird. Zugleich wurden jedoch alle bisher bekanntgegebenen Termine für das Jahr 2020 bestätigt. Diese würden mit einer „neuen Besetzung mit Spitzenmusikern der mährischen Blasmusikszene“ durchgeführt werden. In der Bekanntgabe distanziert sich die Kapelle ausdrücklich von der Besetzung „Die 12 Kumpánen“. Ein Grund für die Trennung wird auch hier nicht angegeben. Später wurde die neue Besetzung in „Die 12 Mährischen“ umbenannt.

## Diskografie
- 2002: Vlado und seine Musikanten
- 2003: (nur) für Kameraden
- 2004: 13 Solisten
- 2005: Glanzlichter der Blasmusik
- 2006: Mährische Diamanten
- 2007: Ein schöner Traum
- 2008: Die goldenen Klassiker
- 2009: Zum Geburtstag (gewidmet M.R. Prochazka)
- 2010: Mährisches Herz
- 2011: Jubiläumsausgabe (zum 10-jährigen Bühnenjubiläum)
- 2012: Virtuose Kumpane
- 2013: Liebe auf den ersten Blick (MCP)
- 2014: Das Beste (MCP)
- 2015: Herzig (Tyrolis)
- 2016: 15 Jahre (Tyrolis)
- 2017: Just For You (Tyrolis)
- 2018: Mährischer Gruß (Tyrolis)